# Horaninovia minor
Horaninovia minor är en amarantväxtart som beskrevs av Alexander Gustav von Schrenk. Horaninovia minor ingår i släktet Horaninovia och familjen amarantväxter. Inga underarter finns listade i Catalogue of Life.